# سیارک ۴۲۹۲۴
سیارک ۴۲۹۲۴ (به انگلیسی: 42924 Betlem، نامگذاری:1999TJ2) چهل و دو هزار و نهصد و بیست و چهارمین سیارک کشف شده‌است که در ۲ اکتبر ۱۹۹۹ کشف شد.